# Nagyváradi görögkatolikus püspökök listája
Az önálló nagyváradi görögkatolikus egyházmegyét VI. Piusz pápa hozta létre az 1777. június 16-án kiadott Indefessum personarum kezdetű bullájával. Az egyházmegye élén álló püspököket, a hivatali idő sorrendjében az alábbi lista tartalmazza:
| Név | Tisztségviselés ideje                     | Megjegyzés |  |
| --- | ----------------------------------------- | ---------- |  |
| Moise Dragoș | 1777. július 26. – 1787. április 16.      |            |  |
| 1788-ban Mihail Szarnicki kapott királyi kinevezést, de ezt visszavonták |                                           |            |  |
| Ignațiu Darabant | 1788. április 8. – 1805. október 31.      |            |  |
| Samuil Vulcan | 1806. október 25. – 1839. december 25.    |            |  |
| 1840-1842 között Ioan Corneli, 1842-ben Radnóthi János volt káptalani helynök |                                           |            |  |
| Vasile Erdélyi | 1842. augusztus 2. – 1862. március 27.    |            |  |
| Iosif Pop Silaghi | 1862. november 1. – 1873. augusztus 5.    |            |  |
| Ioan Olteanu | 1873. szeptember 16. – 1877. november 29. |            |  |
| Mihail Pavel | 1879. január 29. – 1902. június 1.        |            |  |
| 1902–1903: Augustin Laurian káptalani helynök |                                           |            |  |
| Demetriu Radu | 1903. május 5. – 1920. december 8.        |            |  |
| 1920. december 8. – 1922. május 22.: Florin Stan káptalani helynök |                                           |            |  |
| Valeriu Traian Frențiu | 1922. január 17. – 1952. július 11.       |            |  |
| A román kormány 1948. december 1-jén megszűntnek nyilvánította a görögkatolikus egyházat. Az egyházmegyét titkos ordinarius substitutis-ok vezették; valószínű sorrend: - Gavrilă Stan (1948. október 10. – 1953. január 3. és 1955. január – 1964. augusztus), - Augustin Egreanu (1953. január – 1955. január), - Iuliu Hirțea (1948 – 1978. június 28.), - Coriolan Tămăian (1978. június 30. – 1989. február 9.), - Vasile Hossu (1989. február – 1990. március 14.). A rendeletet a Nemzeti Megmentési Front Tanácsa 1989. december 31-én érvénytelenítette. |                                           |            |  |
| Vasile Hossu | 1990. március 14. – 1997. június 8.       |            |  |
| Virgil Bercea | 1997. június 8. –                         |            |  |